# Биби, Мордехай
Мордехай Биби (ивр. מרדכי ביבי‎, англ. Mordechai Bibi, 1 июля 1922, Багдад — 5 февраля 2023, Рамат-Ган, Тель-Авивский округ) — израильский юрист и политик, в 1959–1974 годах депутат Кнессета от списков Рабочего единства (Ахдут ха-Авода) и Рабочей коалиции.

## Биография
Мордехай родился 12 сентября 1923 года в Багдаде — столице Королевства Ирак, находившегося тогда под британским мандатом в Месопотамии. Там он учился в средней школе. В 1942–1945 годах он был одним из лидеров нелегальных сионистских движений, развивавшихся в Ираке. Он действовал в основном в Курдистане, в частности в городе Заху. С 1944 года он был эмиссаром отдела нелегальной эмиграции в Хагане, руководил миграцией евреев из Ирака в Палестину, отвечал за весь район Мосула. Сам эмигрировал в 1945 году.
В 1946 году он стал членом Трудового союза. В 1949–1950 годах снова занимался организацией миграции из Ирака, ещё до начала операции «Эзра и Неемия». Он окончил юридический факультет Тель-Авивского университета и работал юристом. В 1953–1959 годах работал в Министерстве обороны.
С 1958 года он был членом центрального комитета и секретариата партии «Ахдут ха-Авода». На парламентских выборах 1959 года впервые был избран в парламент Израиля по партийному списку. В Кнессете четвёртого созыва он входил в рабочие комитеты: внутренних дел и государственной службы. Он был переизбран в 1961 году и входил в рабочие комитеты пятого созыва Кнессета: внутренних дел; хозяйственных дел, государственной службы и назначения кади (мусульманских судей). Он также был членом подкомитета по расчистке трущоб. На выборах 1965 года он получил место в списке Лейбористской коалиции, которую сформировали Ахдут ха-Авода и МАПАЙ. В Кнессете шестого созыва он был членом парламентских комитетов по финансам; внутренним делам; конституции, праву и правосудию; назначению судей и подкомитета по основным правам. С 1968 года, после слияния Ахдут ха-Авода, МАПАЙ и РАФИ, он принадлежал к Лейбористской партии. В 1969 году он был переизбран по списку Лейбористской коалиции, а в седьмом созыве Кнессета возглавлял подкомитет по правам и входил в состав комитетов по конституции, праву и правосудию; строительству и назначению судей. На выборах 1973 года потерял место в парламенте.
Он опубликовал две книги на иврите — «Из четырёх углов рек» (1983) и «Первопроходческое сионистское подполье в Ираке» (1988).
Умер 5 февраля 2023 года.